# Gemeiner Kohlenbecherling
Der Gemeine Kohlenbecherling (Geopyxis carbonaria) ist eine weitgehend saprobiontische Pilzart auf Brandstellen aus der Ordnung der Becherlingsartigen (Pezizales).

## Merkmale

### Makroskopische Merkmale
Der Gemeine Kohlenbecherling bildet becherförmige Apothecien, die anfangs hellrot bis orange, im späteren Alter gelb-braun bis braun gefärbt sind. Sie werden meist in Gruppen oder Büscheln gebildet und erreichen einen Durchmesser von 5 bis 15 mm. Der Rand ist deutlich heller blassgelb und flockig gezähnt. Die hellbraune Außenseite der Fruchtkörper ist glatt.

### Mikroskopische Merkmale
Die keulig geformten Schläuche werden 180 bis 250 × 10 bis 11 µm groß und enthalten jeweils acht Ascosporen.
Die Sporen selbst sind hyalin, ellipsoid geformt, glatt, besitzen keine Öltropfen und werden 13 bis 15 × 6 bis 8 μm groß. Die Paraphysen sind schmal, septiert und an der Basis gegabelt, ihre Spitze ist nicht verlängert.

## Artabgrenzung
Der Gemeine Kohlenbecherling kann eventuell mit anderen gelb-orange gefärbten Becherlingen verwechselt werden, vor allem aber mit anderen, jedoch selteneren Gattungsvertretern. Besonders mit Geopyxis vulcanalis hat er große Ähnlichkeit, dieser besitzt tief ausgerandete Becher, die im Alter abgeflacht werden. Er wächst in Nadelwäldern, zwischen Moosen. Ein deutliches Kennzeichen ist sein Geruch nach Schwefel, wenn er zerdrückt wird.

## Ökologie

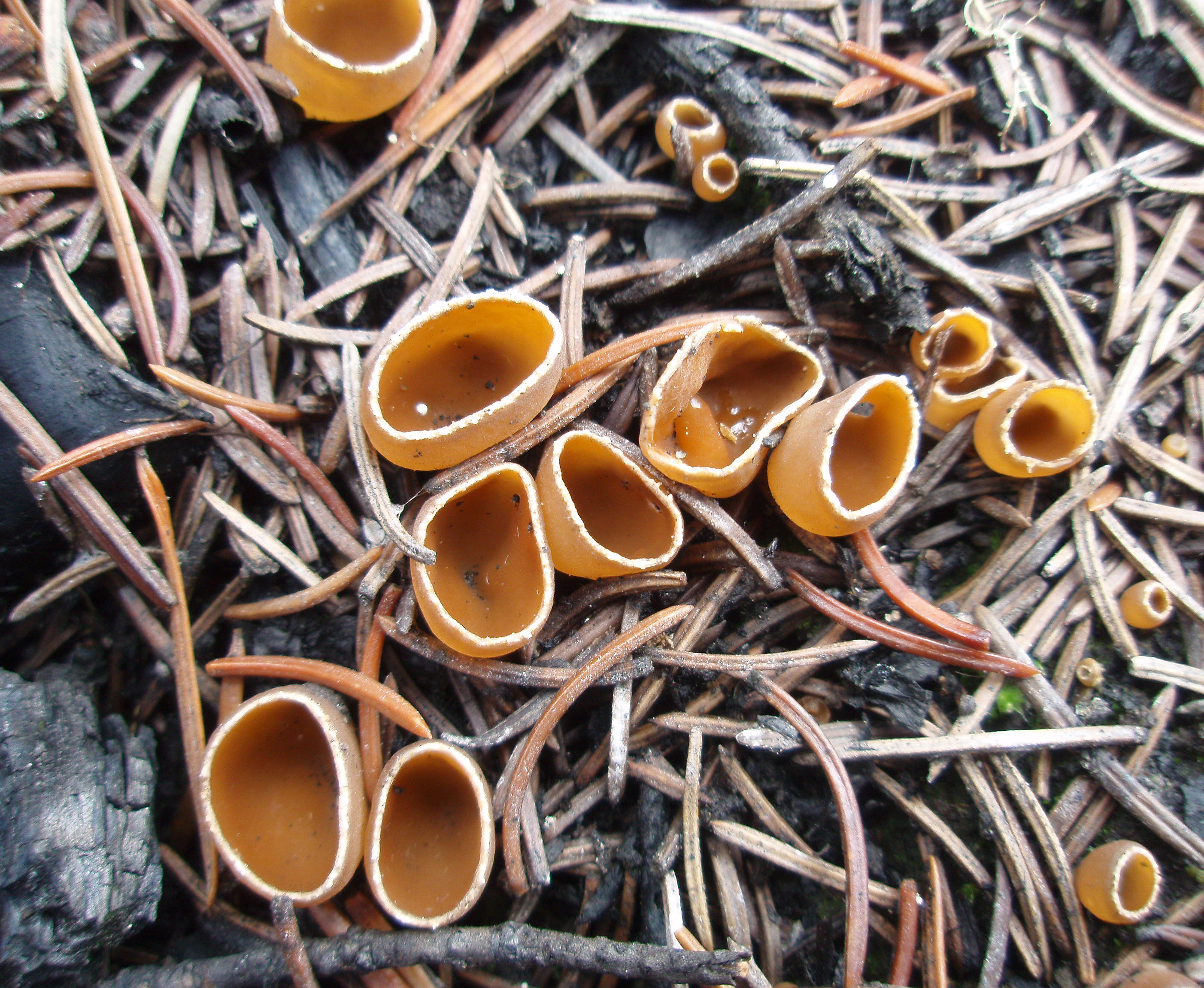
Kohlenbecherlinge im verbrannten Nadelwald in Montana, USA

Der Gemeine Kohlenbecherling erscheint vom Frühjahr bis zum Herbst und hat eine bemerkenswerte Ökologie: Er tritt besonders auf Brandstellen auf, auf Waldbrandflächen kommt er zuweilen massenhaft vor. Er ist am Abbau von Koniferenwurzeln und Streu nach Bränden beteiligt und vermag Lignin abzubauen. Allerdings kann der Kohlenbecherling auch eine Mykorrhiza mit Bäumen, zumindest mit der Fichte, bilden.

## Verbreitung
Der Gemeine Kohlenbecherling hat eine sehr weite Verbreitung in Europa von Spanien bis ins nördliche Skandinavien. In Nordamerika kommt er von Alaska bis Kalifornien und Quebe vor. Die Art tritt aber auch in Asien (Japan, Tadschikistan, Russland) und sogar Australien auf. In Mitteleuropa ist sie recht häufig, auf Waldbrandflächen manchmal massenhaft.

## Systematik
Der Gemeine Kohlenbecherling wurde 1805 von Johannes Baptista von Albertini und Lewis David von Schweinitz als Peziza carbonaria erstbeschrieben. Pier Andrea Saccardo beschrieb 1889 die Art unter dem heute gültigen Namen Geopyxis carbonaria.